# Aloe rubroviolacea
Aloe rubroviolacea är en grästrädsväxtart som beskrevs av Georg August Schweinfurth. Aloe rubroviolacea ingår i släktet Aloe och familjen grästrädsväxter. Inga underarter finns listade i Catalogue of Life.

## Bildgalleri

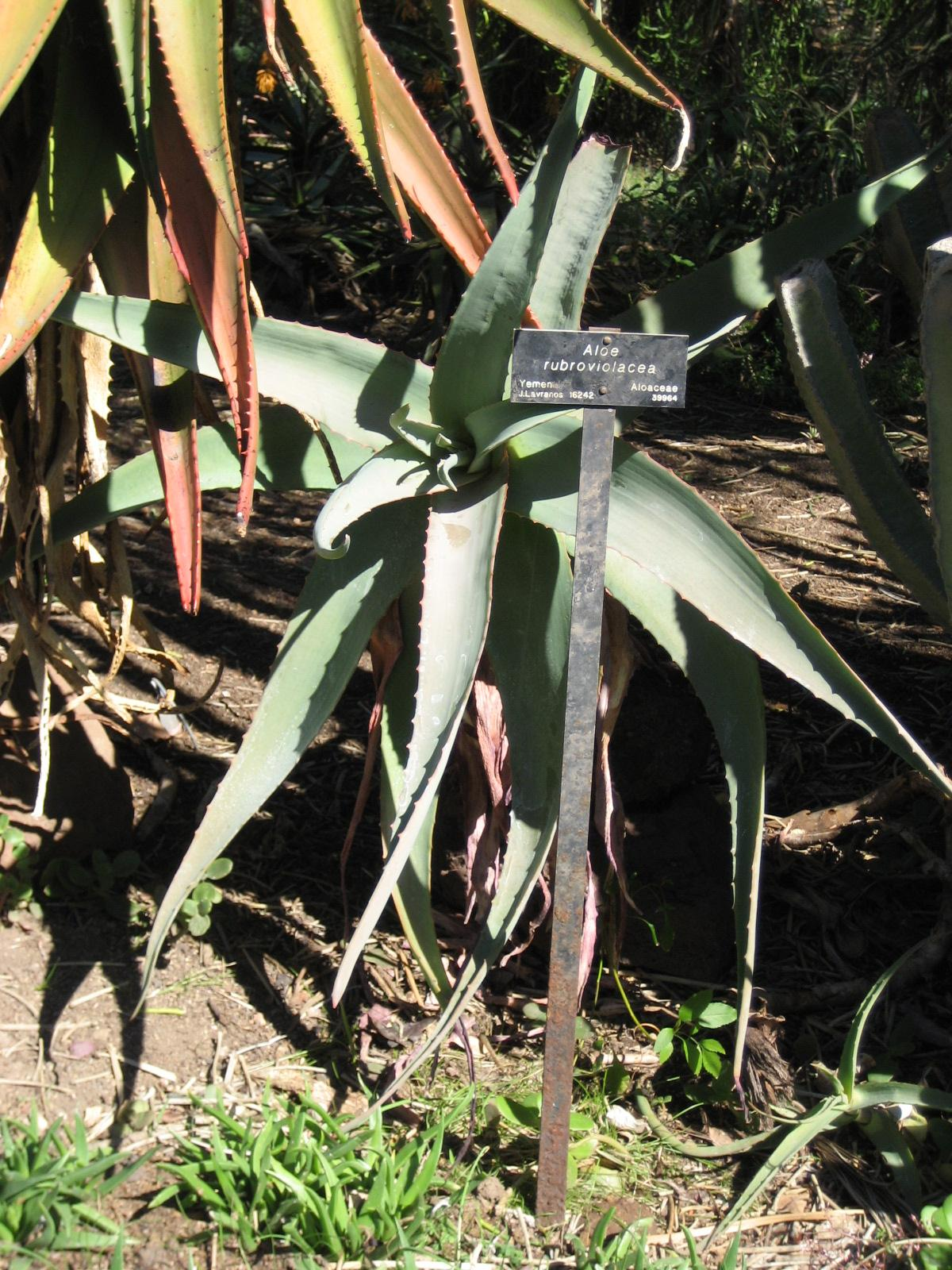
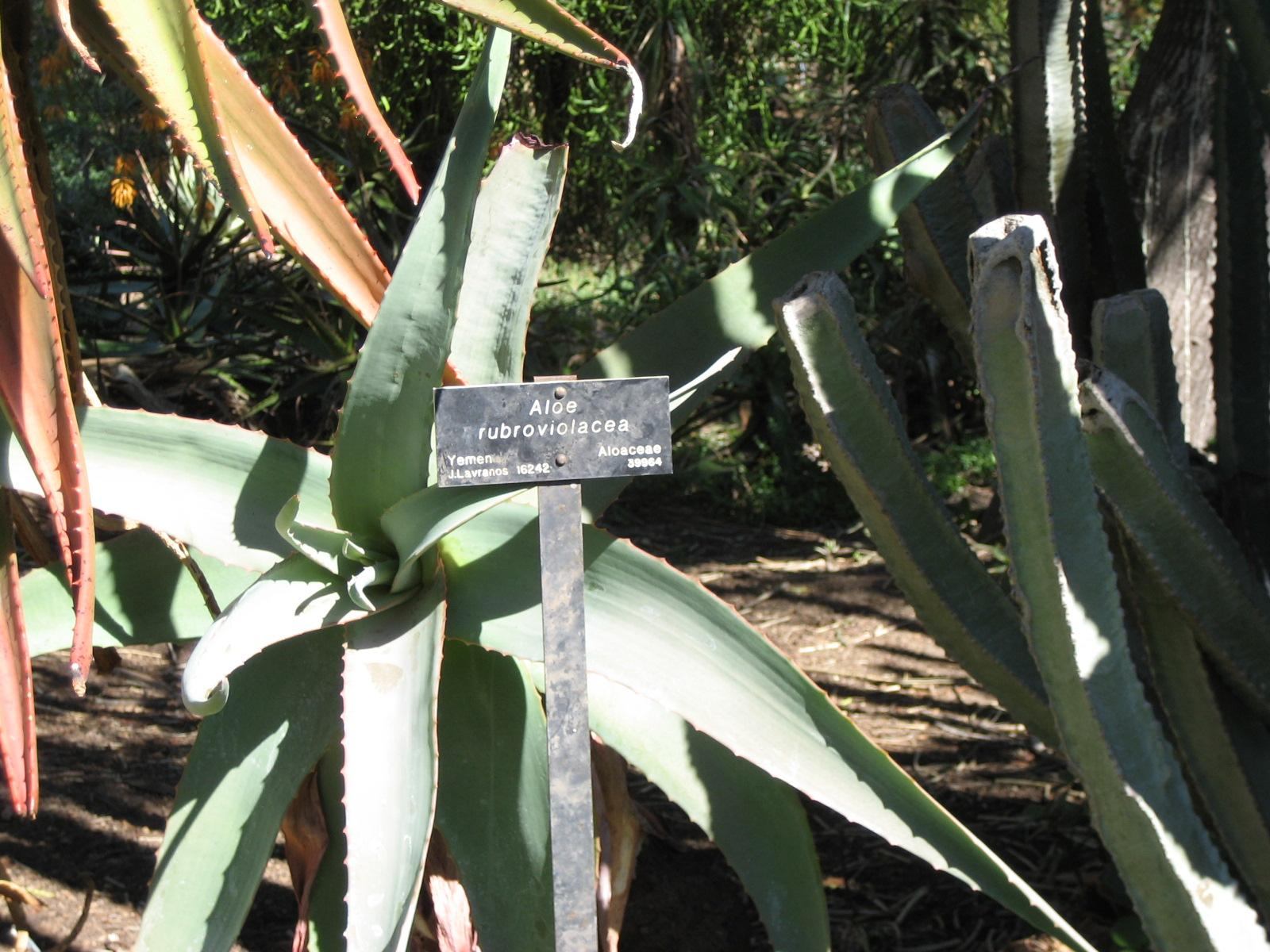
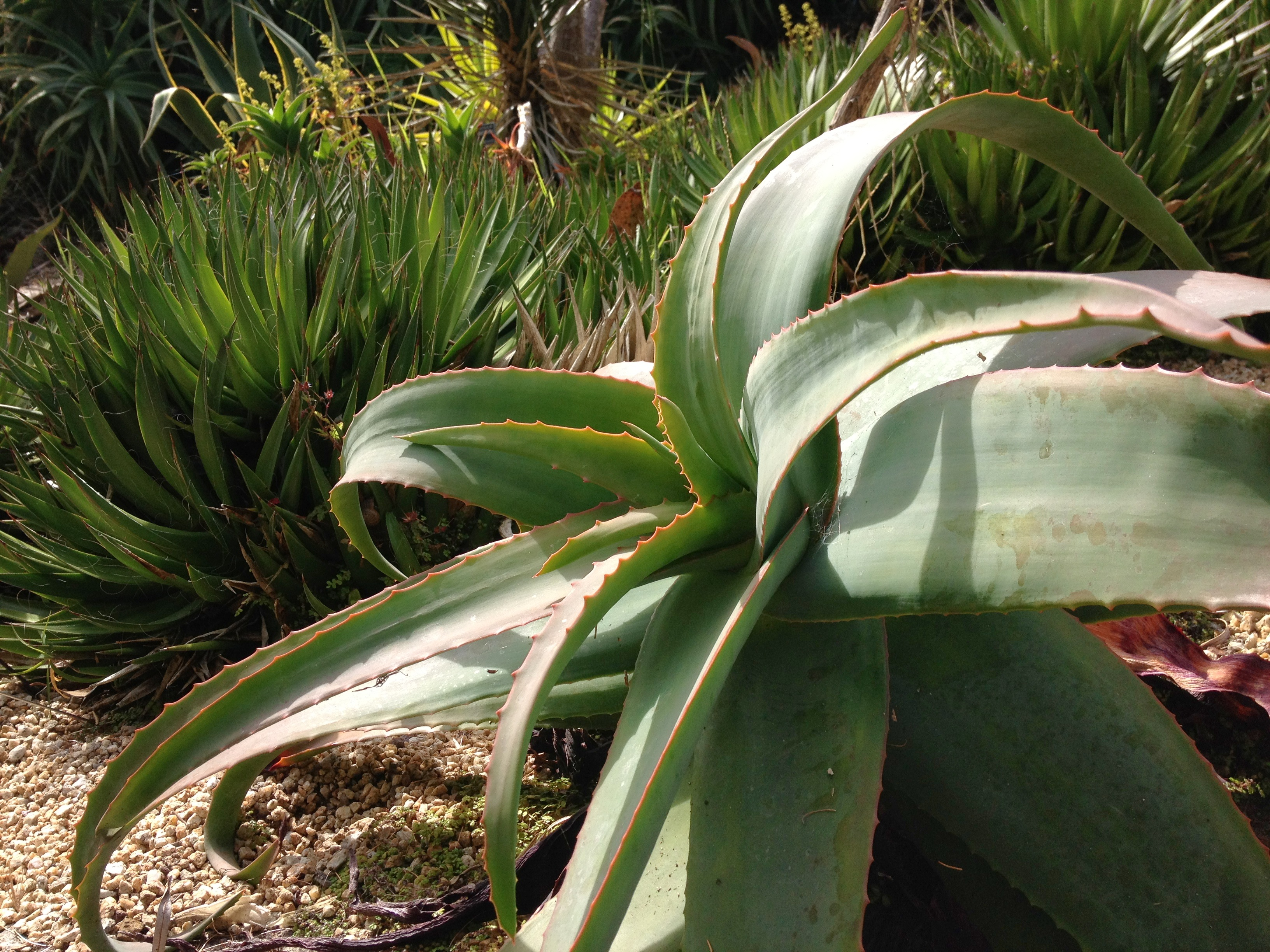